# Lisa Brummel
Lisa E. Brummel (nascida em 1959 ou 1960) é uma empresária estadunidense que atuou como vice-presidente executiva de Recursos Humanos da Microsoft até sua aposentadoria em 31 de dezembro de 2014. Antes ela atuou como vice-presidente corporativa da divisão Home & Retail da empresa.
Brummel foi criada no estado de Connecticut. Obteve um bacharelado em sociologia pela Universidade de Yale em 1981, seguido por um mestrado em administração de empresas pela Universidade da Califórnia, em Los Angeles. Juntou-se à Microsoft em 1989.
Em dezembro de 2014, Brummel deixou a Microsoft após vinte e cinco anos de serviço e quase uma década liderando a Organização de Recursos Humanos.
Ela é coproprietária do Seattle Storm, um time profissional de basquete feminino da Associação Nacional de Basquetebol Feminino (WNBA).